# Богенхаузен

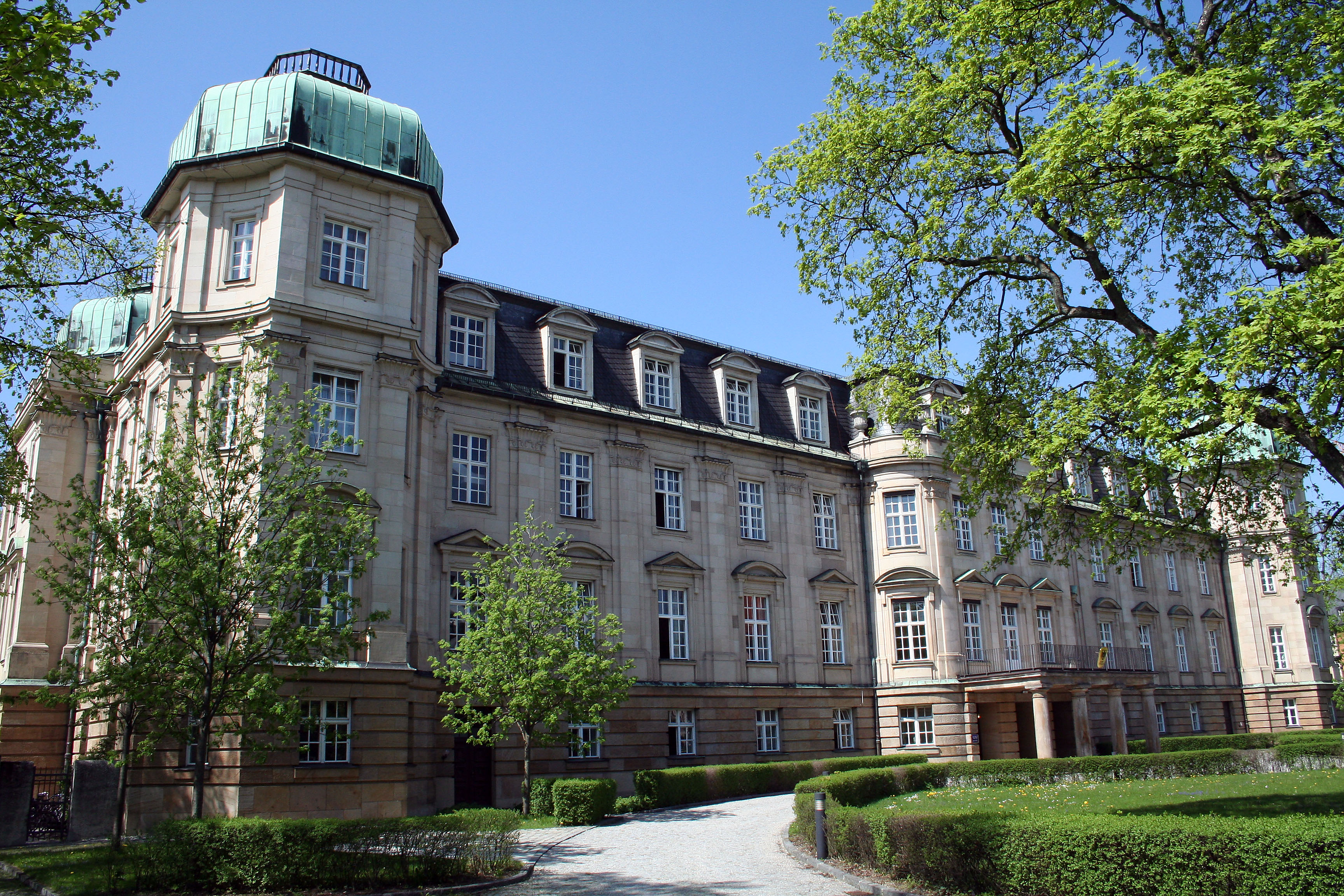
Здание Федерального финансового суда Германии в Богенхаузене

Бо́генхаузен (нем. Bogenhausen) — административный район столицы Баварии Мюнхена. Название «Богенхаузен» носит также 13-й административный округ Мюнхена, в состав которого помимо района Богенхаузен входят ещё семь административных районов. Район Богенхаузен считается престижным для проживания и отличается высокими ценами на недвижимость.

## История
Первое упоминание Богенхаузена как Pupinhusir («дом/дома Поапо/Поппо/Пубо») относится к 768 году. Длительное время в Богенхаузене в своих дворцах проживала знать. В Богенхаузене проживал граф Монжела, при посредничестве которого 25 августа 1805 года в Богенхаузене Бавария и Франция заключили секретный Богенхаузенский договор, в результате чего порявилось королевство Бавария. В 1818 году Богенхаузен получил статус коммуны, а спустя два года в Богенхаузене была возведена королевская обсерватория (с 1938 года — Обсерватория Мюнхенского университета).
При принце-регенте Луитпольде в застроенном фешенебельными виллами и купеческими домами Богенхаузене была проложена улица Принцрегентенштрассе, соответствовавшая запросам богатой местной аристократии. На площади Принцрегентенплац появился Театр принца-регента. 1 января 1892 года Богенхаузен вошёл в состав Мюнхена. С 1918 года в Богенхаузене размещалась Имперская судебная палата по финансовым делам, с 1950 года — Федеральный финансовый суд Германии.